# 松浦巖
松浦 巖（まつうら いわお、1921年4月1日 - 1980年2月18日）は、日本の経営者。東京都出身。

## 経歴
1941年に東京商科大学経済学部を卒業し、同年に兼松江商に入社。
1971年11月に取締役に就任し、1974年5月に常務に就任した。1977年に副社長に就任し、1978年6月に社長に昇格した。
1980年2月18日心筋梗塞のために死去。58歳没。
学生時代にはサッカー選手として活躍していた。